# Napomyza ranunculicaulis
Napomyza ranunculicaulis är en tvåvingeart som beskrevs av Spencer 1977. Napomyza ranunculicaulis ingår i släktet Napomyza och familjen minerarflugor. Inga underarter finns listade i Catalogue of Life.